# Gegevensautoriteit Natuur
De Gegevensautoriteit Natuur (GaN) werd in september 2006 door het Nederlandse Ministerie van Landbouw, Natuur en Voedselkwaliteit in het leven geroepen om kennis over de in Nederland aanwezige planten- en diersoorten te verzamelen en toegankelijk te maken.
Deze Autoriteit had een functie moeten vervullen in het spanningsveld tussen economische ontwikkeling enerzijds en het behoud van biodiversiteit in Nederland anderzijds, bijvoorbeeld om te voorkomen dat bouw-projecten  werden stilgelegd of zelfs geheel afgeblazen, doordat in een (te) laat stadium werd gewezen op de aanwezigheid van zeldzame en beschermenswaardige dieren of planten.
Omdat de stichting die vorm gaf aan de Autoriteit een structureel tekort op de begroting dreigde te krijgen, heeft deze haar activiteiten per 1 januari 2014 beëindigd. De Nationale Databank Flora en Fauna (NDFF) maakte op 1 januari 2014 een doorstart. Per 1 januari 2014 nemen de provincies de verantwoordelijkheid voor het beheer en exploitatie van de Nationale Databank Flora en Fauna, inclusief Het Natuurloket, over van de stichting Gegevensautoriteit Natuur.

## Geschiedenis

### Oprichting
In een persbericht van 19 september 2006 meldt de (toenmalige) minister Veerman van LNV het voornemen om een Gegevensautoriteit Natuur in het leven te roepen. Voor het tot stand brengen van een gegevensbank stelde hij een investeringsbedrag van 20 miljoen euro in het vooruitzicht voor de eerste vier jaar. Het daarna up-to-date houden van het systeem zou bekostigd worden door het in rekening brengen van kostendekkende tarieven aan de gebruikers.
Op 11 juli 2007 werd door minister Verburg van LNV voor deze taak dr. J.M. van Groenendael benoemd, hoogleraar aan de Radboud Universiteit te Nijmegen.

### Taakstelling
Het ministerie wilde maatschappelijke partijen duidelijkheid scheppen over de locaties waar men rekening moest houden met beschermde soorten en over plekken waar wel ruimte is om te ontwikkelen en te bouwen. Daarbij kan worden gedacht aan gemeenten, waterschappen, projectontwikkelaars, bouwbedrijven etc.
De Gegevensautoriteit ontwikkelde een planmatige aanpak voor het verzamelen, bundelen en tegen geringe kosten beschikbaar en toegankelijk maken van kennis over de in Nederland aanwezige planten- en diersoorten en de locaties waar die zich bevinden. Hiervoor moest een geautomatiseerd systeem worden ontwikkeld en bruikbaar gemaakt waardoor invoeren, raadplegen en analyseren van de gegevens op een efficiënte en effectieve manier kon gebeuren. De gebruiker moest er zeker van kunnen zijn dat de gegevens betrouwbaar, nauwkeurig en actueel zijn.
De GaN en het Instituut voor Biodiversiteit en Ecosysteem Dynamica van de Universiteit van Amsterdam (UvA/IBED), de stichting VeldOnderzoek Flora en Fauna (VOFF)  werken sinds 2007 samen aan de totstandkoming van de Nationale Databank Flora en Fauna (NDFF). Bij het leveren van gegevens aan de NDFF is een groot aantal organisaties betrokken.
Ook nationale en internationale wet- en regelgeving moesten in het systeem een plek vinden, zoals bijvoorbeeld de Rode Lijsten de Europese Vogel- en Habitatrichtlijn. De informatie moest bruikbaar zijn bij bijvoorbeeld het verlenen van vergunningen of ontheffingen, voor het maken van streek- of bestemmingsplannen, enzovoorts. Ook maatschappelijke organisaties en de wetenschap moesten er hun voordeel mee kunnen doen. Gebruikers van deze gegevens zouden tevens informatieleveranciers kunnen zijn. Daarnaast werd groot belang gehecht aan de inbreng van terreinbeheerders (b.v. Natuurmonumenten).

### Bevoegdheden
In tegenstelling tot wat de naam "Autoriteit" doet vermoeden, heeft het instituut geen bevoegdheden gekregen in de zin van het opleggen van verplichtingen, iets verbieden of sancties opleggen. Wel mag het opdrachten verstrekken die dienen tot het verkrijgen van relevante informatie en het inzichtelijk maken van onderlinge samenhang. Prof. van Groenedael noemt zich in zijn nieuwe functie: een "makelaarskantoor in natuurgegevens".
De Gegevensautoriteit Natuur is een onafhankelijk instituut. In 2011 zijn twee organen ingesteld. Dit zijn:
- de Wetenschappelijke Adviesraad, voor advies over de kwaliteit van de flora- en faunagegevens en informatie over nieuwe wetenschappelijke ontwikkelingen die relevant zijn voor de interpretatie van deze gegevens.
- de Programmaraad, voor het geven van inzicht in de vraag welke natuurgegevens de verschillende gebruikers nodig hebben voor het bereiken van hun doeleinden.

### Opheffing van de GaN
De GaN, de Nationale Databank Flora en Fauna (NDFF) en de betrokken overheden hadden een te rooskleurig beeld van de te verwachten inkomsten uit de verkoop van abonnementen en andere producten van de NDFF. De GaN heeft daarom besloten zichzelf per 1 januari 2014 op te heffen en haar activiteiten als exploitant van de NDFF te staken. De Nationale Databank Flora en Fauna (NDFF) maakte op 1 januari 2014 een doorstart. Per 1 januari 2014 nam de werkorganisatie van de provincie, BIJ12, de verantwoordelijkheid voor het beheer en exploitatie van de Nationale Databank Flora en Fauna, inclusief Het Natuurloket, over van de stichting Gegevensautoriteit Natuur (GaN). 
Bij de doorstart van de NDFF waren verschillende organisaties betrokken. Het Interprovinciaal Overleg, Rijkswaterstaat, de departementen van Economische Zaken (EZ) en Infrastructuur en Milieu (I&M) en terreinbeherende organisaties Natuurmonumenten, Staatsbosbeheer en de 12 Landschappen hebben eind 2013 een consortium opgericht. Dat consortium is van mening dat de NDFF een zeer nuttige maatschappelijke functie vervult. Daarom is besloten de exploitatie van de NDFF in handen te geven van BIJ12, de nieuwe gemeenschappelijke werkorganisatie van samenwerkende de provincies.